# Rifargia cinga
Rifargia cinga är en fjärilsart som beskrevs av William Schaus 1924. Rifargia cinga ingår i släktet Rifargia och familjen tandspinnare. Inga underarter finns listade.